# 亜利美里
亜利 美里（あり みさと、2月20日 - ）は、日本のタレント、アーティスト、アイドル、声優。
番組MC経験を経てライブハウスでのライブを中心に活動している。
2019年よりアニソンシンガーとしてもアニメ・洋画の声優としても活動をしている。
静岡県出身。株式会社アースライズ所属。血液型はO型。
ソロ活動を続ける中で、生の音楽や歌を届けたいとの想いから亜利美里、鳥居勇介、渡辺さとる、kazuya、星野天亮で構成されるバンド『Arimiri（アリミリ）』を結成し、ヴォーカルとして参加している。
特技は雄叫び、パントマイム。趣味は散歩、読書、キャラクターの絵。

## 略歴
東京アナウンス学院卒業後、アニメ声優学校在学中にスカウトされる。
インターネットTV番組「Bjリーグ 情報館」（プロバスケットリーグ）にてアシスタントMCなど経験し、3ヶ月後自身の冠番組である「亜利美里のアイドルあにそん本舗」がスタートする。
2013年に筋肉少女帯のメジャーデビュー25th記念曲である「中2病の神ドロシー」のMVに出演。
ビジュアルバンドのCDランキング番組『J-ROCK A GO!GO!』番組放送のキャラクターロッコちゃんの声を担当しタイでも人気となり半年間放送される。
2013年に自身が作詞を手掛けた初のオリジナル曲「恋心」を発表する。
JOYSOUNDにて自身が出演するMVが配信されている。
2曲目の「Access codeセツナ」は、チバテレビの『マジかよ！』番組オープニング曲となる。
2014年7月よりビクターバージョンミュージックが窓口となりライブ活動を本格的に開始する。
12月27日には新宿村スタジオにて初の完全指定席ワンマンライブを行なった。
2015年3月7日に行なわれた「第2回アイドルソロクイーンコンテスト」ではグループも交えた参加者の中から総合7位となり、ソロアイドルとして活動する参加者の中では1位となる。
6月30日にPCI MUSICからデビュー1stアルバム『C of C』をリリースし、タワーレコードやHMVなどにてインストアイベントを行なった。
7月3日にインストアイベントを行なったタワーレコード渋谷店ではデイリー総合売上3位となりウィークリーチャートでは5位。
9月28日に神楽坂TheGLEEにて『富士山もビックリ噴火!?静岡県対決!!亜利美里×秋山眞人 スペシャル・トーク＆ライブ』を行なった。
2017年7月、2018年5月と連続して台湾での海外遠征ライブに出演。
2017年8月9日、亜利美里がヴォーカルを努めるバンド「Arimiri」のファーストミニアルバム『arimiri』が全国発売された。
※このバンドは年に数回のワンマンのみを行う特殊なスタイルのバンドである。
2018年、スマホアプリゲーム『Lord of Dice』のプリムラとマートンの2つのキャラクターの声を担当する。
2019年4月より放送中の3Dアニメ『「仙女さまと白茶」～タイム山の妖精たち』のエンディング曲『Let's be happy!!』の作詞も担当し、
中国版twitter、ウェイボでも紹介され話題となる。
2019年11月よりスタートした地上波アニメ、星座の物語『アストロロロジー』の12星座の内のやぎ座のめーたんを演じる
2020年4月 韓国ドラマ 全44話『マイ・ヒーリング・ラブ』テレビ東京　主人公ジュンユの子供(男の子）声を担当
2020年7月 好評だった地上波アニメ、星座の物語『アウトロロロジー』の第2部がスタート。12星座のやぎ座のめーたんを演じる
2020年8月29日　四谷天窓.comfortで初の海外（香港・台湾）へ向けての配信ワンマンライブを行う
2020年9月6日　自身が結成したarimiriバンドで配信ワンマンライブを行う
2020年9月　地上波アニメ、『アストロロロジー』のエンディング曲『星灯り』本人（作詞）がボーカルを務めるバンドarimiriが担当する
2021年6月　韓国で様々な賞をとり日本でも全国公開された韓国映画『ノンストップ』主人公の娘リナ役の吹き替えを務める
2022年5月 ハリウッド映画「マークスマン」主人公と逃亡する男の子ミゲル役の吹き替えを担当。
2022年7月　初挑戦となるミュージカル『天使なオトシモノ』にて主人公の「カリン（天使見習い）」役を担当。
2023年2月 スカパー!プレミアムサービス アイドル専門チャンネルPigoo放送ドラマ『ミスケンにおまかせ』白鳥アイナ役　主題歌 歌/作詞「オレンジ」
2024年6月 スカパー!プレミアムサービス アイドル専門チャンネルPigoo放送ドラマ『ミスケンにおまかせ2』白鳥アイナ役　主題歌 歌/作詞「オレンジ」

## 人物
アイドルとして活動をしながらアーティストとして作詞や作曲も手掛けており、デビューアルバムでは9曲中4曲を本人が作詞を担当している。
「ひよこ」の愛称で親しまれ根強いファンから支えられている。
吉野家の部長の机の上に亜利美里のデビューアルバムが置いてあったのを吉野家公式ツイッターによってバラされた事があり、それについて亜利本人は喜んでいた。
吉野家の協賛でコラボ企画として、吉野家プレミアム亜利カードを発行し、ファンへプレゼントした。

## 主な楽曲
1. 恋心（2013年）
2. Access code セツナ（2013年）
3. sorry baby（2013年）
4. High touch（2013年）
5. It's OK（2013年）
6. 雨宿り（2014年）
7. Shiny days!（2014年）
8. 輝け！My way（2014年）
9. シンドローム（2015年）
10. 一滴（2015年9月）
11. 約束（2015年）
12. ぎっこんば〜幸せのランデブー〜（2015年）
13. 小さな蕾（2016年）
14. HEARTS（2016年）
15. 未来のページ（2017年4月）
16. Let's be happy!!（2019年4月）
17. ボクノヒカリ（2020年）
18. オレンジ（2023年）
19. stimulus（2023年）
20. はぴらき（2024年）※5月5日ワンマンライブにて発表
21. （タイトル未定）（2025年）※2月16日ワンマンライブにて発表
22. Rainy Baby
23. 菊
24. 桜の約束
25. ぎゅっと

## ディスコグラフィー

### シングル
ぎっこんば〜幸せのランデブー〜 / HEARTS
未来のページ / ぎゅっと
Let's be happy / Rainy Baby

### アルバム
「C of C」（1stアルバム）
2015年6月30日PCI MUSICより発売 規格品番COWO-0001（レーベル：ColorfulWorld Record）
1. Shiny days!
2. シンドローム
3. High touch
4. 雨宿り
5. 桜の約束
6. 輝け! My way
7. 恋心
8. Access code セツナ（チバテレビ『マジかよ!』オープニング曲）
9. 菊

「arimiri」（アリミリの1stミニアルバム）
2017年8月9日 ビーエムドットスリーより発売 規格品番HOR-7029（レーベル：Mutual Record）
1. 明日も会えたら
2. 夏の思い出
3. アリミリ
4. 貴方の愛を
5. 積雪
6. Never say good bye

## タイアップ曲
| 楽曲               | タイアップ | 時期            |
| ------------------ | --- | --------------- |
| Access code セツナ | チバテレビの『マジかよ！』番組OP曲                                                                                   | ー              |
| Let's be happy!!   | アニメ『「仙女さまと白茶」～タイム山の妖精たち』ED曲 作詞/歌担当                                                     | 2019年4月～10月 |
| 星灯り             | アニメ『アストロロロジー ～おかしな12星座うらない～』ED曲（亜利美里がボーカルを務める『arimiri』の楽曲 作詞/歌担当） | 2021年          |
| オレンジ           | スカパー!プレミアムサービス アイドル専門チャンネルPigoo放送ドラマ『ミスケンにおまかせ』主題歌                        | 2023年2月       |
| オレンジ           | スカパー!プレミアムサービス アイドル専門チャンネルPigoo放送ドラマ『ミスケンにおまかせ2』主題歌                       | 2024年6月       |

## 出演

### バラエティ・MC
- 2012年10月　インターネットTV番組『Bjリーグ 情報館』 （アシスタントMC）
- 2012年6月25日　隅田川イベント「東京ホタル」 （司会）
- 2013年1月～2013年12月　WALLOP放送局『発進!アイドルあにそん本舗』 - 番組MC
- 2013年5月　「J-ROCK A GO!GO!」（ロッコちゃん）
- 2013年9月　WALLOP放送局「楽読の時間」 （MC）
- 2013年10月　インターネット総合TV「Class9プロダクション」 （パーソナリティ[11]）
- 2014年2月～6月　WALLOP放送局『みくるん日和』 （MC）
- 2018年8月　よみうりランド ずぶぬれイベント『ビッジョバ』[12] （MC）
- 2021年～2023年　CWAVE放送局『Next Youtuber-TV』（MC）
- 2024年7月～　TALKINGBOX放送局『Amチャンネル』（MC）

### ゲーム
- 2018年8月  スマフォゲーム『ロードオブダイス』 （プリムラ、マートン）

### テレビアニメ
- 2019年11月 『アストロロロジー ～おかしな12星座うらない～』 （山羊座のめーたん）
- 2025年7月9日～ アニメ『ネコのクラちゃん～Ordinary days～』（TOKYO MX、毎週水曜20:15–20:30）エトワール フランソワ役

### 吹き替え
- 2020年4月20日　韓国ドラマ『マイ・ヒーリング・ラブ』 （テレビ東京、毎週月～金8時15分-9時11分） チェ・ジンユ(子供時代)役
- 2020年5月 『マジック・ワールド ビーストと闇の支配者』 （女生徒2役、魔女）
- 2020年6月 『エルフと不思議な猫』 （女性2役、少女A）
- 2020年12月 『マイ・ロボット』 （マヤ〈友達グループのリーダー〉）
- 2021年5月 『ノンストップ』 （娘ナリ）
- 2022年5月 『マークスマン』 （ミゲル〈逃亡する男の子〉）
- 2023年6月 『ヒョンジェは美しい』 （ナ・ユナ）
- 2025年7月　『美女と純情男』 （パク・ドジュン(子供時代)役、ドド役、その他）

### テレビドラマ・配信ドラマ
- 2022年5月 チバテレビ『ハナコランド』 （亜門美樹）
- 2023年2月 スカパーチャンネル pigoo『ミスケンにおまかせ』 （白鳥アイナ／主題歌「オレンジ」作詞・歌）
- 2024年6月 スカパー pigoo『ミスケンにおまかせ2』 （白鳥アイナ／主題歌「オレンジ」作詞・歌）

### 舞台・ミュージカル
- 2022年7月 ミュージカル『天使なオトシモノ』 （天使カリン）

### その他の活動
- 2013年　筋肉少女帯のメジャーデビュー 25th 記念曲「中2病の神ドロシー」の MV
- 2016年5月15日　FM NACK5「i Meet Up!」 - ゲスト出演[13]
- 2016年12月9日　NHK-FM「NEXT BREAK! GIRLS ONLY」 - ゲスト出演
- 2018年8月　パキスタンと日本の交流祭「Pakistan & Japan Friendship Festival 」- 出演
- 2018年9月24日　文化放送『由真と愛のWedge of Love』 - ゲスト出演
- 2025年7月5日 亜利美里 ONE‑MAN‑LIVE ～リクエスト編～＠秋葉原シンフォニア（開場13:10／開演13:30）